# Empis lyuchebiensis
Empis lyuchebiensis är en tvåvingeart som beskrevs av Igor Shamshev 2006. Empis lyuchebiensis ingår i släktet Empis och familjen dansflugor. Inga underarter finns listade i Catalogue of Life.